# Wilhelm Bergenstråhle (ämbetsman)
Wilhelm Gustaf Emanuel Bergenstråhle, född den 25 juli 1871 i Kristianstad, död den 8 februari 1949 i Stockholm, var en svensk ämbetsman.
Bergenstråhle avlade kansliexamen Uppsala 1899. Han var adjungerad ledamot i Patent- och registreringsverket 1912–1914, tillförordnad byråchef där 1915–1927 och ordinarie byråchef 1927–1937. Bergenstråhle var ledare av Stockholms fondbörs 1912–1916 och suppleant för biträdande ledamot i Bank- och fondinspektionen från 1920. Han blev riddare av Vasaorden 1919 och av Nordstjärneorden 1924 samt kommendör av andra klassen av Vasaorden 1936. Bergenstråhle är begravd på Norra begravningsplatsen utanför Stockholm.